# Deontologische Ethik
Deontologische Ethik oder Deontologie (von griechisch δέον, déon, „das Erforderliche, das Gesollte, die Pflicht“, daher auch Pflichtethik) bezeichnet eine Klasse von ethischen Theorien, die den moralischen Status einer Handlung nicht anhand ihrer Konsequenzen bestimmen, sondern auf intrinsischen Eigenschaften und verpflichtenden Regeln basieren.
Ein zentrales Merkmal der deontologischen Ethik ist ihre Akteurzentriertheit. Diese Perspektive betont die moralische Verantwortung des Handelnden selbst, unabhängig von den Konsequenzen. Beispielsweise könnte eine Person moralisch verpflichtet sein, nicht zu lügen, selbst wenn das Lügen ‚bessere‘ Konsequenzen hätte. Diese Akteurzentriertheit unterscheidet deontologische Ansätze von konsequentialistischen Theorien, die die Auswirkungen einer Handlung in den Vordergrund stellen.  Deontologische Theorien gehen davon aus, dass es bestimmte Handlungen gibt, die in sich schlecht sind und daher verboten sind, unabhängig von ihren potenziellen (moralisch oder außermoralisch) positiven Folgen.

## Abgrenzung zu anderen ethischen Theorien
Deontologische Theorien unterscheiden sich sowohl vom Konsequentialismus als auch von der Tugendethik:
- Konsequentialismus: Der moralische Wert einer Handlung wird anhand ihrer Folgen (Konsequenzen) bewertet, während die Deontologie den Fokus auf die Handlung selbst und ihre Übereinstimmung mit moralischen Regeln legt.[5]
- Tugendethik: Im Gegensatz zur Deontologie, die auf Regeln und Verpflichtungen basiert, konzentriert sich die Tugendethik auf die Entwicklung und Förderung moralischer Charaktereigenschaften (Tugenden) wie Mut, Gerechtigkeit oder Weisheit.[6]

Nach einem klassischen Zitat von Wiliam Frankena lassen sich deontologische Positionen und Prinzipien nach folgendem Kriterium bestimmen:

“Deontological theories […] deny that the right, the obligatory, and the morally good are wholly, whether directly or indirectly, a function of what is nonmorally good or what promotes the greatest balance of good over evil for self, one’s society, or the world as a whole. They assert that there are other considerations that may make an action or rule right or obligatory besides the goodness or badness of its consequences — certain features of the act itself other than the value it brings into existence, for example, the fact that it keeps a promise, is just, or is commanded by God or the state.”

„Deontologische Theorien […] bestreiten, dass das Richtige, das Verpflichtende und das moralisch Gute gänzlich, ob direkt oder indirekt, eine Funktion dessen sind, was außermoralisch gut ist oder was den größten Überschuss an Gutem über Bösem für einen selbst, die eigene Gesellschaft, oder die ganze Welt, verspricht. Sie behaupten, dass es neben der Güte und Schlechtheit der Konsequenzen noch andere, vom entstehenden Wert verschiedene Aspekte gibt, die eine Handlung oder Regel richtig oder verpflichtend machen können – bestimmte Eigenschaften der Handlung an sich, zum Beispiel die Tatsache, dass sie ein Versprechen hält, gerecht ist oder von Gott oder dem Staat befohlen ist.“

## Ausprägungen der Deontologie
Innerhalb der Deontologie gibt es verschiedene Ausprägungen:
- Moralischer Absolutismus: Bestimmte Handlungen, wie Lügen oder das Töten Unschuldiger, sind unter allen Umständen („kategorisch“) verboten, unabhängig von den Konsequenzen.[8]
- Moderate Deontologie (Schwellenwertdeontologie): In Ausnahmefällen können Konsequenzen berücksichtigt werden, wenn sie außergewöhnlich gute Ergebnisse versprechen. Diese Form erlaubt es, deontologische Regeln in extremen Situationen zu verletzen, beispielsweise um eine größere Katastrophe zu verhindern. Der Begriff „Schwellenwert“ beschreibt den Punkt, an dem die Konsequenzen so gravierend sind, dass sie die Regelverletzung rechtfertigen können.[9]

## Wichtige Vertreter
Zu den wichtigsten Vertretern der deontologischen Ethik gehören:
- Immanuel Kant: Begründer des Kategorischer Imperativs, der betont, dass moralische Gesetze universell und bedingungslos gelten müssen.
- Józef Maria Bocheński: Vertreter einer logischen Ethik, die sich auf klare Regeln stützt.
- Thomas Nagel: Betonung der akteur-relativen Perspektive, die individuelle Verpflichtungen in den Vordergrund stellt.
- Tim Scanlon: Entwickelte eine vertragstheoretische Deontologie, die auf rationaler Zustimmung basiert.
- Roger Scruton: Verknüpfte deontologische Prinzipien mit konservativen Werten.

## Deontologische Prinzipien: Verbote und Optionen
Deontologische Theorien definieren klare Prinzipien, die als Handlungsleitfaden dienen. Im Zentrum stehen dabei:

### Deontologische Verbote
Deontologische Theorien schreiben bestimmten Handlungen zu, in sich schlecht zu sein, und leiten daraus ab, dass diese Handlungen verboten sind. Lügen oder das Töten Unschuldiger sind häufig gewählte Beispiele solcher Handlungen. Hierbei ist entscheidend, dass eine Lüge auch verboten bleibt, wenn sie zu besseren Konsequenzen führen würde. Sie bleibt sogar verboten, wenn durch sie eine größere Zahl von Lügen verhindert werden könnte. Solche deontologischen Verbote (englisch: constraints oder restrictions) sind daher charakteristisch für deontologische Theorien.

### Deontologische Optionen
Eine weitere Abweichung vom nutzenmaximierenden Prinzip konsequentialistischer Theorien sind Fälle, in denen es moralisch erlaubt ist, eine Handlung auszuführen, die nicht den maximalen Gesamtnutzen herbeiführt. Derartige Handlungsalternativen werden Optionen (englisch: Options) genannt und sind beispielsweise bei persönlichen Projekten relevant.
Die Frage, ob eine Handlung moralisch richtig ist, kann auf verschiedene Arten beantwortet werden. Deontologische Theorien unterscheiden zwischen akteur-relativen und akteur-neutralen Begründungen:

#### Akteur-relative Begründungen
Akteur-relative (englisch: agent-relative) Begründungen beziehen sich direkt auf die handelnde Person. Eine Handlung wird moralisch richtig, weil sie die Handlung einer bestimmten Person ist, insbesondere wenn eine besondere Beziehung zu einer anderen Person besteht. Beispielsweise haben Eltern eine besondere Verpflichtung gegenüber ihren Kindern. Wenn ein Elternteil sein eigenes Kind vor dem Tod rettet und dafür auf die Rettung zweier fremder Kinder verzichtet, war diese Handlung aus akteur-relativer Sicht moralisch richtig, obwohl sie nicht den größten Nutzen für die größtmögliche Anzahl von Menschen brachte.
Deontologische Verbote und Optionen sind ebenfalls Produkte akteur-relativer Begründungen. Das deontologische Verbot zu töten gilt auch dann, wenn eine Person durch das Töten eines Unschuldigen die Tötung zweier Unschuldiger verhindern könnte. Es geht also darum, nicht selbst zu töten, und nicht darum, möglichst wenig Tötungen herbeizuführen.  Auch die Option, persönliche Projekte zu verfolgen, kann moralisch richtig sein, selbst wenn dadurch ein größerer Gesamtnutzen für die Gesellschaft verpasst wird.
Thomas Nagel charakterisierte akteur-relative Handlungsbegründungen wie folgt:

„Die eigentümliche Stoßrichtung deontologischer Gründe [d. h. akteur-relativer Gründe] wendet sich dagegen, daß man selbst etwas tut – und nicht dagegen, daß es geschieht.“

#### Akteur-neutrale Begründungen
Akteur-neutralen (englisch: agent-neutral) Handlungsbegründungen stehen den akteur-relativen gegenüber. Ein akteur-neutraler Grund ist für alle Menschen gleichermaßen bindend. Viele konsequentialistische Theorien akzeptieren ausschließlich akteur-neutrale Handlungsbegründungen, da diese einen objektiven Charakter besitzen und somit besser für die Herbeiführung der bestmöglichen Welt geeignet sind. Ein Beispiel für eine akteur-neutrale Aussage ist: „Jeder soll dafür sorgen, dass niemand lügt“, während die akteur-relative Variante „Jede Person soll dafür sorgen, dass sie selbst nicht lügt“ lautet.
Akteur-relative deontologische Theorien machen einen Unterschied zwischen dem, was eine Person tut, und dem, was passiert. Jemanden sterben zu lassen, ist nach dieser Ansicht nicht notwendigerweise moralisch so verwerflich, wie jemanden zu töten.

## Herausforderungen für die Deontologie
Deontologische Theorien stehen vor verschiedenen Herausforderungen:

### Das Grenzwert-Problem
Das Grenzwert-Problem in der moderaten Deontologie beschreibt die Schwierigkeit, einen klaren Schwellenwert zu definieren, ab dem Konsequenzen moralisch relevant werden. Beispielsweise könnte eine moderate Deontologie behaupten, dass das Töten einer Person moralisch gerechtfertigt ist, wenn dadurch 100 Leben gerettet werden. Die Frage bleibt jedoch, warum der Grenzwert bei 100 und nicht bei 50 oder 150 liegen sollte. Diese Unklarheit führt zu Herausforderungen bei der praktischen Anwendung moderater Ansätze.

### Das deontologische Paradoxon
Das sogenannte deontologische Paradoxon entsteht, wenn eine deontologische Regel (z. B. das Verbot des Tötens) dazu führt, dass mehr von eben diesen verbotenen Handlungen geschehen, als wenn die Regel verletzt würde. Ein klassisches Beispiel ist das Trolley-Problem: Das Umlenken eines Zugs, um fünf Leben zu retten, würde eine Person töten. Deontologische Theorien verbieten dies jedoch, auch wenn das Nicht-Handeln zu mehr Todesfällen führt. Kritiker argumentieren, dass solche Regeln kontraintuitiv wirken können.

### Tyrannenmord als Illustration des deontologischen Paradoxons
Das Problem des Tyrannenmords illustriert das deontologische Paradoxon anschaulich. Deontologische Ethiken bewerten Mord im Sinne der gewaltsamen Tötung (zumindest außerhalb der unmittelbaren Selbstverteidigung) grundsätzlich als moralisch falsch. Es scheint jedoch Fälle zu geben, in denen die Ermordung eines Tyrannen, der die Rechte seiner Untertanen fortwährend verletzt, oder eines gewaltbereiten Despoten, einen Massenmord verhindern könnte.
Hier entsteht ein Konflikt zwischen der strikten Befolgung der deontologischen Regel (dem Tötungsverbot) und der möglicherweise katastrophalen Konsequenz, die sich aus ihrer Einhaltung ergibt. Die Frage ist, ob ein deontologischer Ansatz in solchen extremen Situationen an seiner strikten Ablehnung des Tyrannenmordes festhalten muss, selbst wenn dadurch ein größeres Übel verhindert werden könnte.

### Gedankenexperimente
Zur Illustration der Probleme der Akteurrelativität und damit als Herausforderung an deontologische Theorien werden oft Gedankenexperimente vorgebracht, bei denen unterschiedliche Variationen einer bestimmten Entscheidungssituation daraufhin getestet werden, ob sie die gleichen moralischen Urteile nahelegen, und überprüft, ob und unter welchen Bedingungen sich diese Bewertungen auf alltägliche Situationen übertragen lassen. Dies sind insbesondere das Trolley-Problem (von Philippa Foot), die Frage nach einem allgemeinen Folter-Verbot und die Situation der Verbergung eines Verfolgten, die Immanuel Kant in seinem Aufsatz Über ein vermeintes Recht aus Menschenliebe zu lügen beschreibt.

#### Trolley-Problem
Das Trolley-Problem wurde folgendermaßen formuliert: „Ein außer Kontrolle geratener fahrender Zug wird fünf Personen, die sich zufällig auf dem Gleis aufhalten, töten, außer der Zug wird auf ein Seitengleis umgeleitet, wo er eine Person töten wird.“ Eine Variation dazu lautet: „Ein außer Kontrolle geratener fahrender Zug wird fünf Personen, die sich zufällig auf den Gleisen aufhalten, töten, es sei denn ein dicker Mann wird auf die Gleise geworfen, der den Zug zum Anhalten bringt, dabei aber getötet wird.“

#### Folter
Das Folterproblem stellt eine weitere Herausforderung für deontologische Ethiken dar. In solchen Gedankenexperimenten wird eine Situation konstruiert, in der die Folterung einer Person (Person B) Informationen liefern könnte, die notwendig sind, um die Tötung einer großen Anzahl unschuldiger Menschen (z. B. durch einen Terroranschlag) zu verhindern.
Deontologische Theorien, die Folter unter allen Umständen ablehnen, stehen hier vor einem Dilemma: Müssen sie an ihrem absoluten Verbot festhalten, selbst wenn dadurch viele Menschenleben verloren gehen? Die Frage nach der Abwägung zwischen dem absoluten Schutz der Menschenwürde und der Verhinderung katastrophaler Folgen ist ein zentraler Konfliktpunkt in der Diskussion um die ethische Zulässigkeit von Folter.

#### Recht, aus Menschenliebe zu lügen
In der zwischen Kant und dem französischen Philosophen Benjamin Constant diskutierten Situation hat sich ein Verfolgter vor einem Mörder in einem Haus versteckt. Auf der Suche nach dem Verfolgten befragt der Mörder einen Hausbewohner, der den Verfolgten hineingehen gesehen hat, ob dieser tatsächlich in dieses Haus gelaufen ist. Constant vertrat die Position, dass in einer solchen Situation ein allgemeines Lügenverbot nicht gelten könne, Kant jedoch bestand darauf, dass der Mörder ein Recht darauf habe, nicht belogen zu werden und dass der Hausbewohner durch eine Lüge automatisch für die folgenden Taten des Mörders mitverantwortlich wäre (vgl. Immanuel Kant: AA VIII, 423).

## Deontologische Ethik in der Praxis
Das Prinzip der Doppelwirkung spielt eine wichtige Rolle in der Moraltheologie und der Bioethik. Es besagt, dass eine Handlung mit sowohl guten als auch schlechten Folgen dann moralisch erlaubt sein kann, wenn die schlechten Folgen nicht beabsichtigt, sondern lediglich in Kauf genommen werden. Deontologische Ansätze, die sich mit dem Prinzip der Doppelwirkung auseinandersetzen, stehen vor der Herausforderung, die strikte Befolgung von Regeln mit den möglichen Konsequenzen in Einklang zu bringen. Das Prinzip der Doppelwirkung dient dabei als Instrument zur Lösung von Konflikten, indem es die Intention des Handelnden berücksichtigt.
Am Ende des Spektrums stünde eine Gesinnungsethik, die den moralischen Wert einer Handlung ausschließlich von der Gesinnung des Handelnden abhängig macht.
Während die Begriffe „Deontologie“ und „Gesinnungsethik“ oft synonym verwendet werden, betonen aber einige Quellen die Unterschiede. Zwei einflussreiche Aufsätze, die die Anwendung deontologischer Prinzipien in konkreten Situationen diskutieren, * Philippa Foots The Problem of Abortion and the Doctrine of the Double Effect und Judith Jarvis Thomson: Killing, Letting Die, and the Trolley Problem. In ihrem Essay hinterfragt Foot die Anwendbarkeit der Doktrin der Doppelwirkung auf das Problem der Abtreibung. Sie argumentiert, dass die Unterscheidung zwischen beabsichtigten und vorausgesehenen Konsequenzen nicht immer klar getroffen werden kann und dass andere ethische Prinzipien, wie die Unterscheidung zwischen Tun und Zulassen, relevanter sein könnten. Thomson stellt in ihrem Essay die Doktrin der Doppelwirkung infrage, indem sie verschiedene Gedankenexperimente, insbesondere das Trolley-Problem, analysiert. Sie argumentiert, dass es in bestimmten Situationen moralisch erlaubt sein kann, eine Person zu töten, um eine größere Anzahl von Menschen zu retten, auch wenn der Tod der Person nur billigend in Kauf genommen wird.

### Monographien
- Jeremy Bentham: Deontology, or the Science of Morality. 2 Bände. Longman & Co. u. a., London u. a. 1834.
- Alan Donagan: The Theory of Morality. University of Chicago Press, Chicago IL u. a. 1977, ISBN 0-226-15567-6
- Thomas Nagel: The View from Nowhere. Oxford University Press, New York NY u. a. 1986, ISBN 0-19-505644-2.
- Frances Myrna Kamm: Morality, Mortality. Volume 2: Rights, Duties, and Status. Oxford University Press, Oxford u. a. 1996, ISBN 0-19-508459-4.
- Shelly Kagan: Normative Ethics. Westview Press, Boulder CO u. a. 1998, ISBN 0-8133-0846-1.
- Friedo Ricken: Grundkurs Philosophie. Band 4: Allgemeine Ethik (= Urban-Taschenbücher 348). 4. überarbeitete und erweiterte Auflage. Kohlhammer, Stuttgart 2003, ISBN 3-17-017948-9.
- Frances M. Kamm: Intricate Ethics. Rights, Responsibilities, and Permissible Harms. Oxford University Press, Oxford u. a. 2007, ISBN 978-0-19-518969-8.

### Artikel
- C. D. Broad: Five Types of Ethical Theory. London 1930.
- William K. Frankena: Ethics. Prentice-Hall, Englewood Cliffs 1973.
- Philippa Foot: Virtues and Vices. Basil Blackwell, Oxford 1978.
- Judith Jarvis Thomson: Killing, Letting Die, and the Trolley Problem. In: The Monist, 1976.
- Samuel Scheffler: The Rejection of Consequentialism. Oxford University Press, New York 1982.
- Jörg Schroth: Deontologie und die moralische Relevanz der Handlungskonsequenzen. In: Zeitschrift für philosophische Forschung. Bd. 63, 2009, 1, ISSN 0044-3301, S. 55–75, doi:10.3196/004433009787717406.